# Bormio
Bormio es una comuna de Italia situado en la provincia de Sondrio en Lombardía, en la región de los Alpes italianos. posee una población cercana a los 4.100 habitantes. Por otra parte en 1820 se descubrió un cementerio que remonta a un periodo prerromano.

## Geografía
Bormio se encuentra en la cima del valle Valtellina, 1.225 metros sobre el nivel del mar, el valle es ancho y luminoso; fue formado por glaciares, cursos de agua e inundaciones, está rodeada por una barrera de montes de piedra caliza y dolomía, la cima principal es el Reit con 3.075 metros de altura. En la actualidad cerca de la ciudad se encuentra el río Adda.
El valle se une a otros cuatro, por medio de cuatro pasos:
- Tirol del Sur por el Paso Stelvio.
- Val Müstair por el Paso Umbrail.
- Livigno por medio del Paso Foscagno.
- Ponte di Legno por el Paso Gavia.

## Turismo y economía
Bormio al ser una ciudad con poco más de 4.000 habitantes, basa su economía en el turismo, la localidad cuenta con 55 hoteles.
Entre los atractivos turísticos de la zona, se encuentra el parque nacional de Stelvio.

## Deportes
La ciudad ha sido sede de dos Campeonatos mundiales de Esquí, el primero de ellos corresponde a la XXVIII edición de esta competencia, realizada en 1985 entre el 31 de enero y el 10 de febrero. La segunda competencia organizada por Bormio se llevó a cabo 20 años después, en 2005.

## Evolución demográfica
| Gráfica de evolución demográfica de Bormio entre 1861 y 2001 |
|                                                              |
| Fuente ISTAT - elaboración gráfica de Wikipedia              |